# Kavelbrotjärnen, Hälsingland
Kavelbrotjärnen är en sjö i Hudiksvalls kommun i Hälsingland och ingår i Delångersån-Nianåns kustområde.